# Кучерявый, Максим Сергеевич
Макси́м Серге́евич Кучеря́вый (укр. Максим Сергійович Кучерявий; род. 9 мая 2002, Киев) — украинский футболист, полузащитник клуба «Сент-Джонстон».

## Карьера

### «Сент-Джонстон»

#### Начало карьеры
Воспитанник киевской ДЮСШ-15. В 2018 году футболист проходил стажировку в шотландском клубе «Харт оф Мидлотиан». В начале 2021 года футболист перешёл в шотландский клуб «Сент-Джонстон», где стал выступать за юношескую команду. В июле 2021 года футболист подписал с шотландским клубом трёхлетний контракт.

#### Аренда в «Брикин Сити»
В июле 2021 года футболист на правах арендного соглашение отправился выступать за клуб «Брикин Сити» в футбольной лиге Хайленда. Дебютировал за клуб 17 июля 2021 года в матче Кубка шотландской лиги против клуба «Кауденбит», отличившись дебютной результативной передачей. Дебютный матч в чемпионате сыграл 25 июля 2021 года против клуба «Туррифф Юнайтед», также отличившись результативной передачей. Дебютный гол за клуб забил 14 августа 2021 года в матче против клуба «Роутс». В матче 18 декабря 2021 года против клуба «Деверонвейл» оформил дубль. За клуб футболист отличился 9 забитыми голами и в январе 2022 года был отозван назад в «Сент-Джонстон».

#### Аренда в «Келти Хартс»
В феврале 2022 года футболист на правах арендного соглашения присоединился к клубу «Келти Хартс». Дебютировал за клуб 22 февраля 2022 года в матче против клуба «Кауденбит», выйдя на замену на 66 минуте. Дебютный гол за клуб забил 26 марта 2022 года в матче против клуба «Стенхаусмюир». По итогу сезона футболист вместе с клубом стал победителем Второй лиги. По окончании срока арендного соглашения футболист покинул клуб.

#### Возвращение в «Сент-Джонстон»
Летом 2022 года футболист стал готовиться к сезону с основной командой «Сент-Джонстона». Дебютировал за клуб 12 июля 2022 года в матче Кубка шотландской лиги против клуба «Эннан Атлетик». Дебютный матч в рамках шотландского Премьершипа 20 августа 2022 против клуба «Абердин», выйдя на замену на 62 минуте. На протяжении сезона футболист оставался игроком скамейки запасных, выйдя на поле лишь в нескольких матчах.

#### Аренда в «Фалкирк»
В феврале 2023 года футболист на правах арендного соглашения присоединился к клубу «Фалкирк» до конца сезона. Дебютировал за клуб 18 февраля 2023 года в матче против клуба «Аллоа Атлетик», выйдя на замену на 50 минуте. Дебютный гол за клуб забил 4 марта 2023 года в матче против клуба «Питерхед». По итогу сезона вместе с клубом стал серебряным призёром Первой лиги и тем самым отправился в стыковые матчи за повышение в классе. Однако по сумме стыковых матчей проиграл клубу «Эйрдрионианс» и остался в Первой лиге. По окончании срока арендного соглашения покинул клуб.

#### Сезон 2023/24
По возвращении из аренды футболист начал тренироваться с основной командой «Сент-Джонстона». Первый матч в сезоне за клуб сыграл 15 июля 2023 года в рамках Кубка шотландской лиги против клуба «Стенхаусмюир», выйдя на поле в стартовом составе. Дебютный гол за клуб забил 25 июля 2023 года в матче против клуба «Эр Юнайтед». Первый матч в рамках шотландского чемпионата сыграл 5 августа 2023 года против клуба «Харт оф Мидлотиан», выйдя на замену на 63 минуте. Дебютными голами за клуб в чемпионате отличился 2 сентября 2023 года в матче против клуба «Данди», оформив дубль.

## Международная карьера
Выступал за юношеские команды Украины до 15 и до 17 лет. В ноябре 2022 года футболист получил вызов в молодёжную сборную Украины. Дебютировал за сборную 19 ноября 2022 года в матче против сборной Израиля, отличившись дебютным забитым голом. В октябре 2023 года футболист вместе со сборной отправился на квалификационные матчи молодёжного чемпионата Европы.

## Достижения
«Келти Хартс»
- Победитель Второй лиги: 2021/22

Сборная Украины
- Победитель турнира в Тулоне: 2024